# Graafschap Nizza
Het graafschap Nizza, ook wel de Nizzardische Landen (Frans: Comté de Nice/Pays Niçois; Italiaans: Contea di Nizza/Paese Nizzardo; Occitaans (Provençaals): Comtat de Niça/Nissa / País Niçard/Nissard), is een voormalig graafschap rond de huidige Franse stad Nice, toen internationaal bekend met de Italiaanse naam Nizza, werd in 1388 door Provence afgestaan aan Amadeus VII van Savoye van het graafschap Savoye onder de naam nieuwe gebieden van Provence (terres neuves de Provence). Het gebied omvatte naast Nizza ook Puget-Théniers en gemeenten in de valleien van de Tinée en de Vésubie. Het graafschap Nizza was voor het voorts inlandse Savoye van belang vanwege zijn ligging aan de zee en daarmee voor de handel.

## Geschiedenis

Italiaanse staten in de XVe eeuw.

Italiaanse staten in de XVIIIe eeuw.

Na het ontstaan van de nieuwe gebieden, trokken alle feodale heren met uitzondering van die van Grimaldi en van Lascaris weg naar de rest van Provence. Overal werd nieuwe adel benoemd en vooral Jean Grimaldi kreeg heel wat nieuwe titels. Monaco werd een zelfstandig deel in 1489 en de nieuwe gebieden kregen in 1526 de naam Comté de Nice (Contea di Nizza). De term comté, contea of graafschap moet eerder in administratieve zin verstaan worden en niet meer als een feodaal leen: er kwam niemand met de titel van graaf; de heerser noemde zich slechts graaf van Savoye, sinds 1416 hertog van Savoye en sinds 1720 ook koning van Sardinië.
Tijdens oorlogen tussen Frankrijk en Savoye werd Nizza door de Fransen bezet in 1543, van 1691 tot 1697 en van 1707 tot 1713 (Spaanse Successieoorlog). Savoye moest in de achttiende eeuw meermalen delen van het gebied aan Frankrijk afstaan.
Savoye, Nizza en Piëmont waren sinds 1720 verenigd met het koninkrijk Sardinië, met Turijn als gemeenschappelijke hoofdstad
Als gevolg van de Franse Revolutie viel een Frans revolutionair leger ein 1792 het gebied binnen en op 31 januari 1793 werd het graafschap Nizza bij Frankrijk aangehecht als deel van het nieuw opgerichte departement Alpes-Maritimes met Nice als hoofdplaats. In de bergachtige gebieden was er een gewapende verzetsbeweging actief tegen de Franse overheersing.
Na de Franse nederlaag van 1814 werd het gebied aan de koning van Sardinië teruggegeven. Het voormalige markiezaat 
Dolceacqua werd toen van het graafschap losgemaakt een bij het gebied van de vroegere Republiek Genua gevoegd. In 1818 werd de benaming "graafschap Nizza" omgezet in "provincie Nizza", later vervangen door "circondario (arrondissement) Nizza".
Op 21 juli 1858, tijdens de Ontmoeting van Plombières, beloofde Camillo Benso di Cavour namens het koninkrijk Sardinië Nizza en Savoye aan het Frankrijk van keizer Napoleon III af te staan in ruil voor Franse militaire steun tegen Oostenrijk bij de eenmaking van Italië. Deze belofte werd uitgevoerd door het Verdrag van Turijn van 24 maart 1860. Ondanks verzet van de in Nizza geboren Italiaanse patriot Giuseppe Garibaldi, die het gebied in het Italiaanse parlement vertegenwoordigde, werd de overheveling met grote meerderheid goedgekeurd in een omstreden volksstemming (de tegenstanders boycotten het plebisciet en de overheid had zware druk op de kiezers uitgeoefend om voor te stemmen).
Sindsdien vormt het voormalige graafschap Nizza het grootste deel van het (heropgerichte) Franse departement Alpes-Maritimes. Alleen de hooggelegen gemeenten Tende en La Brigue en enkele gehuchten aan de grens gingen naar het nieuwe koninkrijk Italië (dit zou gebeurd zijn omdat ze een favoriet jachtgebied van de Italiaanse koning Victor Emanuel II vormden. In 1947 werden deze gebieden na een volksraadpleging en bekrachtigd bij de Vrede van Parijs toch bij Frankrijk gevoegd.

## Taaltoestand

Italiaanse staten in de XIXe eeuw.

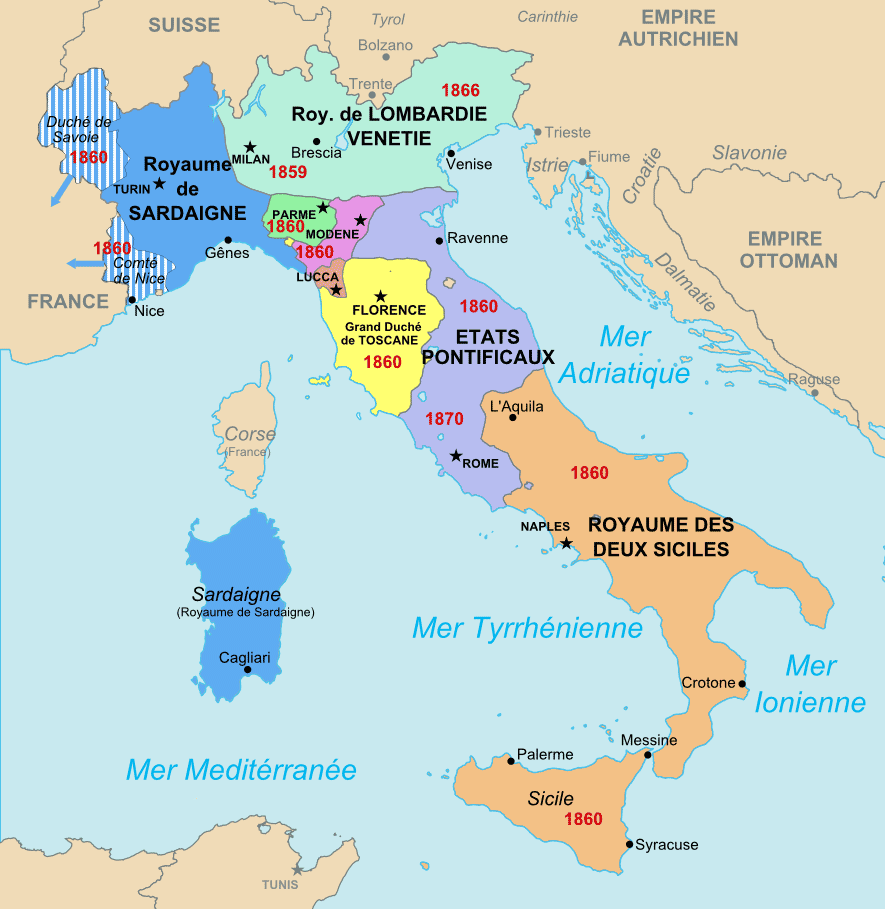
Italiaanse staten in de XIXe eeuw. Franse annexatie (1860).

In Savoye zelf sprak de bevolking Savoyaards, een Arpitaans dialect, in Nizza het Nizzardisch, een Occitaans dialect. Taalkundigen zijn het oneens over de precieze indeling van de streektalen, maar over het algemeen wordt het Nizzardisch nauwer verwant geacht met het Italiaans en het Savoyaards nauwer verwant met het Frans.
De ambtelijke taal in Savoye was tot 1561 het Latijn, toen het vervangen werd door het "Italiaans" bij het Verdrag van Rivoli. De voertaal aan het hof in Chambéry was eerst Frans, maar later werd dit Italiaans, met name toen men de hoofdstad in 1563 verplaatste naar Turijn.
Eind 18e en in de 19e eeuw begonnen de standaardtalen hun opmars; iedere staat trachtte te bereiken dat haar bevolking dezelfde gestandaardiseerde taal sprak en schreef. Toen Nizza in 1792-1814 deel van Frankrijk was, werd het Frans (afkomstig uit Île-de-France, vooral de stad Parijs) ingevoerd. Na de napoleontische tijd werd het Italiaans (afkomstig uit Toscane, vooral de stad Florence) naast opnieuw bestuurstaal voor het eerst als volkstaal bevorderd.
Na de annexatie van Nizza in 1861 werd, zoals overal elders in Frankrijk, het Frans als eenheidstaal opgelegd en het Italiaans stilaan teruggedrongen. De officiële stadsnaam veranderde van Nizza in Nice, wat sindsdien in verschillende talen als het Nederlands en Engels is overgenomen, terwijl andere talen als het Duits en Italiaans de naam Nizza bleven gebruiken. Zo'n 11.000 inwoners van Nizza vertrokken naar Italië, kennelijk uit onvrede met de inlijving en/of meer toekomst ziende in het nieuwe verenigde Italië. Daarna is er nog lang sprake geweest van een irredentistische beweging om het gebied alsnog aan te doen sluiten bij Italië, maar afgezien van een korte bezetting tijdens de Tweede Wereldoorlog heeft deze beweging geen succes gehad. Het aandeel Italiaanstaligen is van 70% geslonken tot een kleine minderheid, vooral wonend aan de Italiaanse grens.